# Regulamento aduaneiro do Brasil

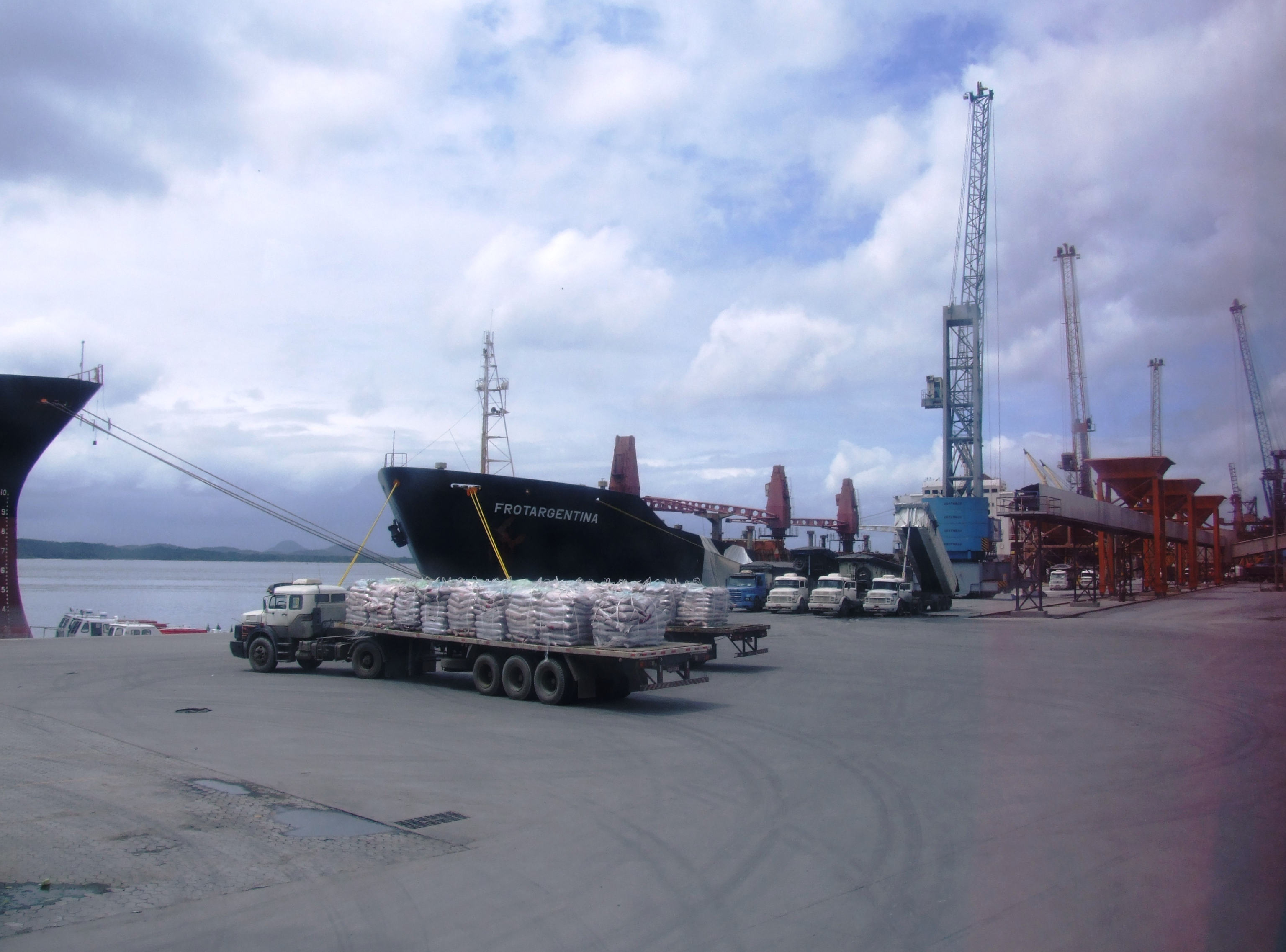
Porto de Paranaguá, no Paraná. Nos portos, aeroportos e pontos de fronteira são desembaraçadas as operações de comércio exterior, cujos aspectos legais são estabelecidos no regulamento aduaneiro do Brasil.

O regulamento aduaneiro do Brasil é um decreto que compila e regulamenta a legislação aduaneira brasileira tratando de assuntos como controle e fiscalização aduaneiros e tributação de operações de comércio exterior (importação e exportação).
Na época do Brasil Colônia e do Império, as alfândegas eram reguladas inicialmente pelo foral da Alfândega de Lisboa, de 1587, substituído, em 25 de abril de 1832, pelo decreto do Regulamento das Alfândegas do Império, substituído por um novo em 22 de junho de 1836. Paralelamente, a Regência criava, nos portos onde não houvesse aduana, as Mesas de Rendas, regulamentadas por decreto de 30 de maio de 1836. Os velhos Juízes da Alfândega foram, em 1834, substituídos pelos Inspetores da Alfândega. Em 1845, o Ministro da Fazenda, Alves Branco, estabelece nova tarifa aduaneira, esboçando um regime protecionista que pouco durou, mas constituiu um marco na história econômica do Brasil. A grande reforma do Tesouro, em 1850, pouco afetou as alfândegas em si, mas uma importante repartição foi criada para centralizar a administração tributária, a Diretoria Geral das Rendas Públicas, que, com algumas modificações, subsistiu até a Reforma Aranha, em 1934. Em 1860, entretanto, um novo Regulamento para as alfândegas foi baixado pelo decreto n. 2647, de 19 de setembro. Em 2 de agosto de 1876, esse Regulamento sofreu profundas alterações, introduzidas pelo decreto n. 6.272.Foi esse diploma legal que serviu de base para a célebre Consolidação das Leis das Alfândegas e Mesas de Rendas, mandada executar por uma circular datada de 24 de abril de 1885. Curiosamente, essa consolidação fora feita por um funcionário aduaneiro para seu uso pessoal, mas ficara tão perfeita que o governo a adotara. Posteriormente, ela foi atualizada, chegando até nossos dias com o nome de Nova Consolidação das Leis das Alfândegas e Mesas de Rendas, a famosa N.C.L.A.M.A.R.
No Brasil República, tem-se o regulamento aduaneiro estabelecido pelo Decreto nº 91.030, de 5 de março de 1985, posteriormente revogado pelo Decreto nº 4.543, de 2002. Quase sete anos depois, este decreto foi revogado, sendo substituído pelo decreto nº 6.759, de 2009, que instituiu o regulamento atual, o qual contém 820 artigos, divididos em oito livros temáticos, a saber:
- o livro I, que trata da jurisdição aduaneira e do controle aduaneiro de veículos;
- o livro II, que trata dos impostos de importação e de exportação;
- o livro III, que trata dos demais tributos (impostos, taxas e contribuições) incidentes na importação;
- o livro IV, que trata dos regimes aduaneiros especiais;
- o livro V, que trata do controle aduaneiro de mercadorias;
- o livro VI, que trata das infrações e penalidades aduaneiras;
- o livro VII, cujo tema são o crédito tributário, o processo fiscal e o administrativo;
- o livro VIII, com algumas regras finais e transitórias.[3]

## Regimes aduaneiros especiais

### Depósito Afiançado
O Regime aduaneiro especial de depósito afiançado permite a estocagem, com suspensão do pagamento de impostos federais, da contribuição para o PIS/PASEP-Importação e da COFINS-Importação, de materiais importados sem cobertura cambial. Esses materiais são destinados à manutenção e ao reparo de embarcações ou aeronaves pertencentes a empresas autorizadas a operar no transporte comercial internacional e utilizadas nessa atividade (art. 488 do Regulamento Aduaneiro).
Este regime também pode ser concedido a empresas estrangeiras que operem no transporte rodoviário. Além disso, os depósitos afiançados das empresas estrangeiras de transporte marítimo ou aéreo podem ser utilizados para provisões de bordo. 
A Receita Federal do Brasil tem competência para editar atos normativos para a implementação deste regime.

### Depósito Alfandegado Certificado
O regime de Depósito alfandegado certificado permite que mercadorias nacionais, depositadas em recintos alfandegados e vendidas a pessoas sediadas no exterior, sejam consideradas exportadas para todos os efeitos fiscais, creditícios e cambiais. Isso ocorre mediante um contrato de entrega no território nacional e à ordem do adquirente (art. 493 do Regulamento Aduaneiro).

### Depósito Especial
O regime aduaneiro de depósito especial permite a armazenagem de partes, peças, componentes e materiais de reposição ou manutenção com suspensão do pagamento de impostos federais, da contribuição para o PIS/PASEP-Importação e da COFINS-Importação, conforme o art. 14 da Lei nº 10.865/2004. Esse regime abrange veículos, máquinas, equipamentos, aparelhos e instrumentos, sejam eles estrangeiros, nacionalizados ou nacionais, desde que tenham utilizado partes, peças ou componentes importados (art. 480 do Regulamento Aduaneiro). As atividades contempladas estão descritas no art. 1º da Portaria MF nº 284/2003 e no art. 2º da IN SRF nº 386/2004. Somente mercadorias importadas sem cobertura cambial podem ser incluídas no regime, salvo exceções autorizadas pelo Ministro de Estado da Fazenda (art. 483 do Regulamento Aduaneiro). Além disso, o Ministro de Estado da Fazenda tem a prerrogativa de estender o regime a outros bens.

### Depósito Franco
O Regime Aduaneiro Especial de Depósito Franco permite a armazenagem de mercadorias estrangeiras em recintos alfandegados, com o objetivo de atender ao fluxo comercial entre países limítrofes e terceiros países, conforme disposto no art. 499 do Regulamento Aduaneiro.

## Drawback
O regime aduaneiro especial de drawback, criado pelo Decreto-Lei nº 37, de 21 de novembro de 1966, permite a suspensão ou eliminação de tributos sobre insumos importados que serão utilizados na fabricação de produtos destinados à exportação. Esse mecanismo atua como um incentivo às exportações, ao reduzir os custos de produção e aumentar a competitividade dos produtos brasileiros no mercado internacional. Sua relevância é destacada pelo fato de, nos últimos quatro anos, ter representado, em média, 29% de todos os benefícios fiscais concedidos pelo governo federal.

## Loja Franca
O regime aduaneiro especial de loja franca, conhecido globalmente como Duty Free, permite a operação de estabelecimentos comerciais em portos ou aeroportos alfandegados (zona primária), para a venda de mercadorias nacionais ou estrangeiras a passageiros em viagens internacionais, sem a incidência de tributos. As vendas podem ser realizadas mediante pagamento em moeda nacional ou estrangeira. A partir de 2012, foi autorizada também a instalação de lojas francas em fronteiras terrestres, em municípios classificados como cidades gêmeas de localidades estrangeiras situadas na linha de fronteira do Brasil.

### REPEX
O REPEX, Regime aduaneiro especial de importação de petróleo bruto e seus derivados permite a importação desses produtos, com suspensão do pagamento dos impostos federais, da contribuição para o PIS/PASEP-Importação e da COFINS-Importação, para posterior exportação, no mesmo estado em que foram importados (art. 463 do Regulamento Aduaneiro).

### Reporto
Reporto, Regime Tributário para Incentivo à Modernização e à Ampliação da Estrutura Portuária foi instituído pela Lei nº 11.033/2004 (ver arts. 13 a 16), e está regulamentado nos artigos 471 a 475 do Regulamento Aduaneiro.
Segundo dados do DIRBI, de janeiro a agosto de 2024, empresas foram isentas de pagar mais de 180 milhões de reais em impostos pelo regime Reporto.